# Le Loup (bande dessinée)
Pour les articles homonymes, voir Le Loup.
Le Loup est un roman graphique de Jean-Marc Rochette (scénario et dessin) paru en mai 2019 aux éditions Casterman. Le récit porte sur un duel de longue haleine entre un loup et un berger dans le massif des Écrins. Les couleurs sont d'Isabelle Merlet.

## Synopsis
Le berger Gaspard, excédé par la mort de cinquante brebis après l'attaque d'une louve, tue l'animal malgré l'interdiction. La louve a un petit, qui assiste à la scène. Gaspard choisit de l'épargner car il est trop jeune. Le loup et Gaspard se croisent à plusieurs reprises, se tendent des pièges, entrant dans un cycle de vengeance ; ils s'affrontent, pendant plusieurs saisons, en un duel ayant pour cadre la montagne. L'œuvre se construit dans un crescendo.

## Personnages
Gaspard est un vieux berger qui vit seul avec son chien (Max) depuis le décès de son fils et la séparation avec son épouse. Bien que ses traits évoquent Rochette, le personnage s'inspire du grand-père de l'auteur.

## Choix artistiques

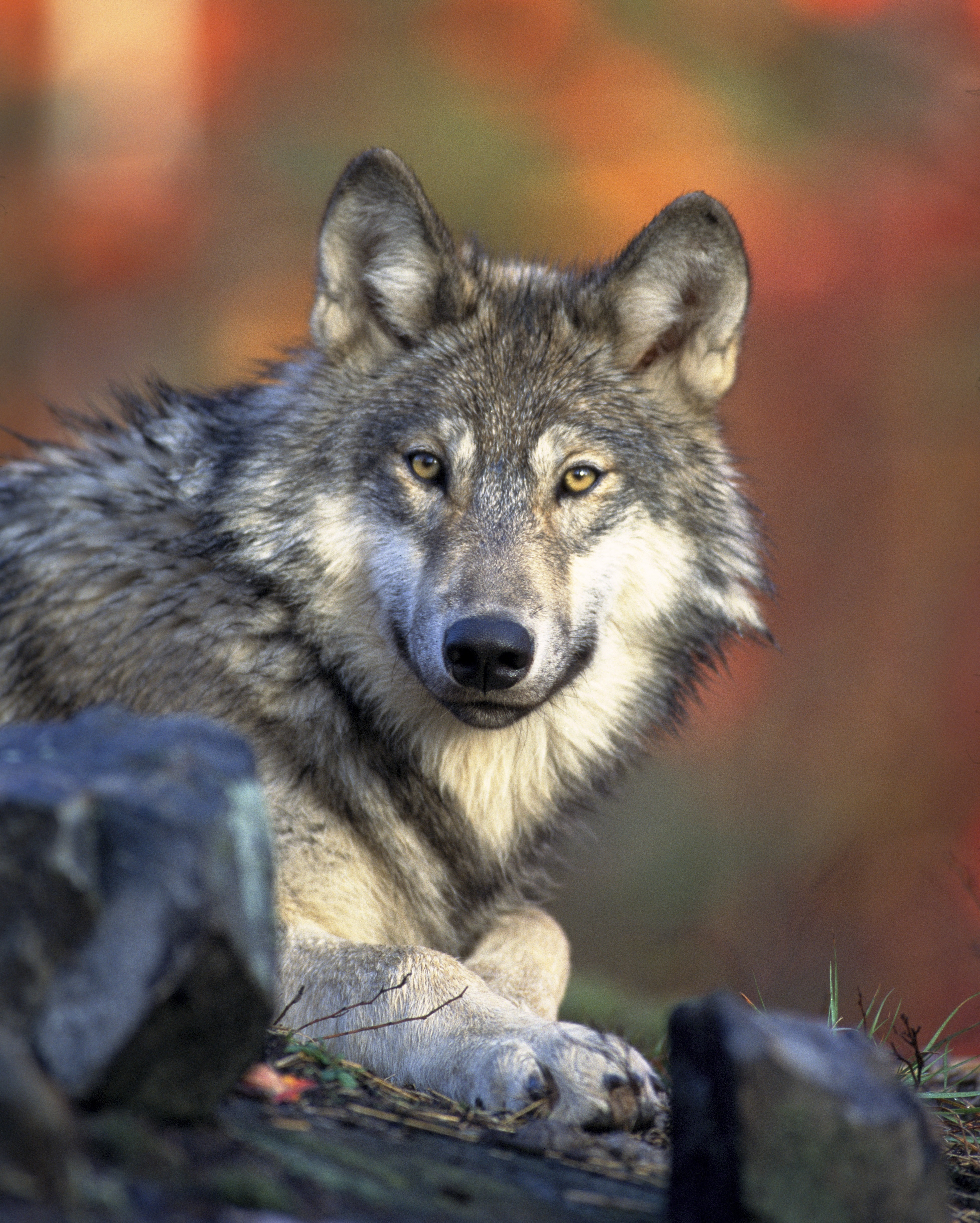
Un loup gris.

Le récit comporte des séquences muettes et un découpage rappelant des procédés cinématographiques : plans rapprochés sur les visages, plans panoramiques sur la montagne. Dans ce récit, Jean-Marc Rochette ne prend parti ni pour l'humain, ni pour le loup. Les dialogues sont rares. Pour dépeindre la montagne, Jean-Marc Rochette poursuit sur la même lancée qu'Ailefroide, altitude 3954, avec un sens aigu de l'économie graphique. La montagne est au centre de l'œuvre dans les deux cas. Les couleurs sont « puissamment contrastées » : la coloriste Isabelle Merlet emploie des tons froids, notamment du bleu-noir. 

## Genèse de l'œuvre
Jean-Marc Rochette est un peintre et auteur de bande dessinée qui, dans sa jeunesse, envisageait de devenir guide de montagne ; il renonce à cette carrière après un grave accident d'escalade, narré dans Ailefroide, altitude 3954 (2018), qui remporte un succès important. L'ouvrage produit un effet « libérateur » sur l'artiste, qui n'avait pas osé écrire lui-même les scénarios de ses bandes dessinées.
Jean-Marc Rochette s'inspire d'une rencontre, en novembre 2018, avec un berger qui déplore la perte de ses brebis à cause d'un loup. Le berger doit cependant laisser les carcasses sur place et se plaint du manque d'animaux charognards pour nettoyer les lieux. Inspiré par ce « western », Rochette élabore la narration en trois mois.

## Analyse
La postface, signée par Baptiste Morizot, rappelle la complexité des enjeux réels abordés dans le livre. La réapparition du loup gris en France entraîne des controverses car ils sont les prédateurs naturels d'espèces comme le mouton, au grand dam des bergers. L'ouvrage fait écho à des auteurs ayant abordé la « rivalité ancestrale entre l'homme et l'animal sauvage » : Le Vieil Homme et la Mer, Moby Dick ainsi qu'à d'autres références littéraires, comme Jack London et Le poids du papillon de l’alpiniste Erri De Luca,. Rochette met en scène les rapports complexes prévalant dans la nature, y compris les « notions d'entraide et de coexistence ».
L'ouvrage évoque également « ce sujet d'actualité, passionnel, qu'est la cohabitation du pastoralisme et de la biodiversité ».
Le livre traduit la connaissance approfondie de Jean-Marc Rochette pour l'escalade et la montagne ; les détails du paysage, des itinéraires et des lieux correspondent à la réalité, montrant un grand souci du détail,.

## Accueil critique et postérité
Cet album sort en même temps que le prequel du Transperceneige, intitulé Extinctions. Dans le sillage de ces œuvres, le musée de l'Ancien Evêché à Grenoble organise une rétrospective consacrée à Rochette : Jean-Marc Rochette, un artiste au sommet, comportant « esquisses, dessins, planches originales et sculptures ». En novembre 2019, les ventes représentent 35 000 exemplaires et l'album figure dans la sélection du grand prix de la critique et du prix Fnac-France Inter. La radio RTL la signale comme « BD du mois » en mai 2019.
L'ouvrage reçoit le Prix Wolinski de la BD du Point.
Les studios d’animation Xilam, fondés et dirigés par Marc du Pontavice, ont lancé la mise en production d'une version adaptée dirigée par Julien Bisaro.